# 国务顾问 (英国)

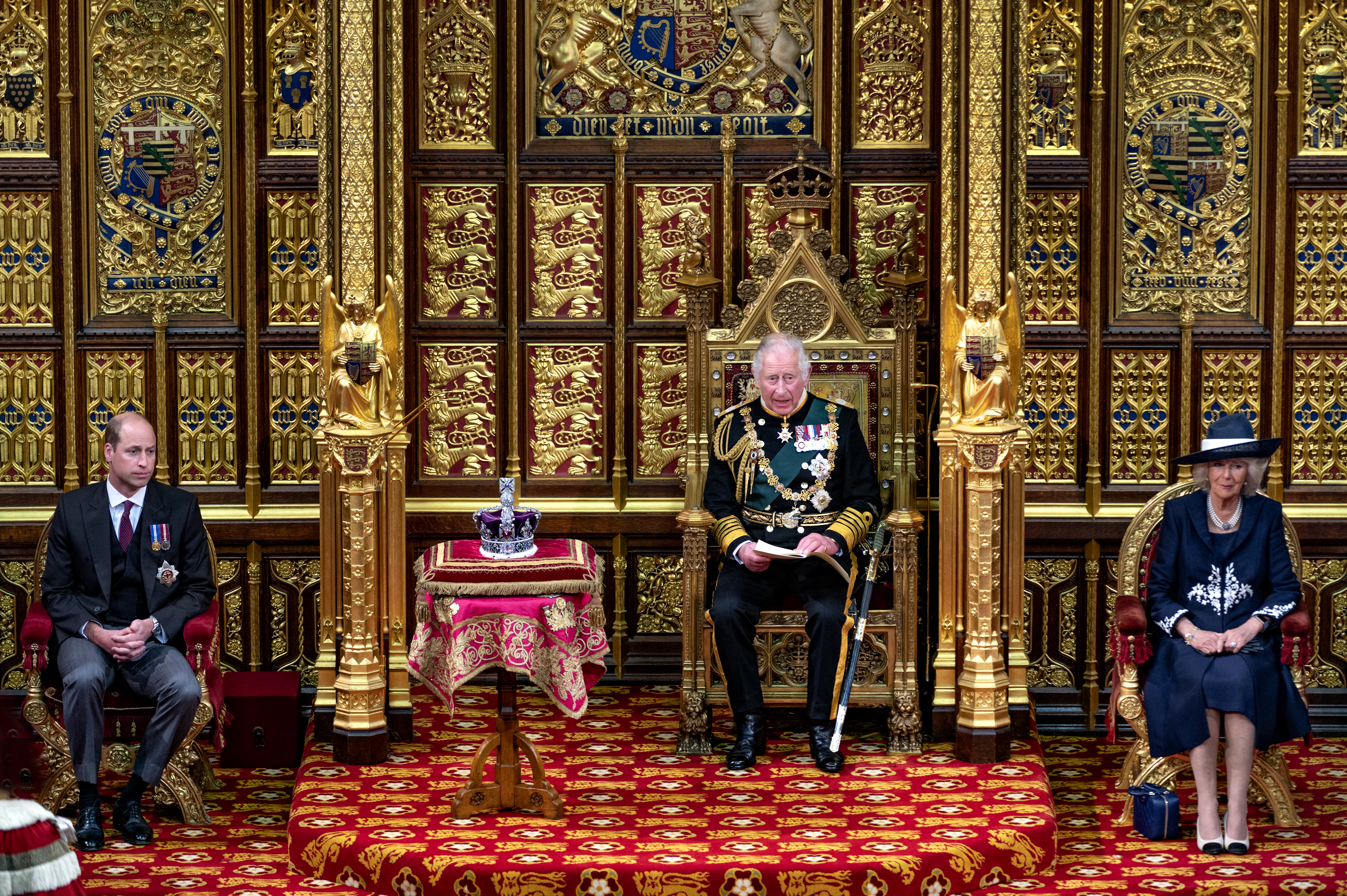
时任威尔斯亲王查尔斯与剑桥公爵威廉王子以国务顾问身份代表英国女王伊丽莎白二世于2022年5月主持英国国会开幕。

国务顾问（英語：Counsellors of State）是英国王室的高级成员。英国君主可以通过加盖国玺的制诰将王室职能委托给他，以避免君主因病导致公共事务御准延迟或困难，但君主完全丧失行为能力的情况除外；或者君主有意或实际已经离开英国。:第6节第1款
国务顾问可以履行“制诰中所规定的王室职能”。:第6节第1款 这实际上代表了君主的绝大部分官方职能，例如参加枢密院会议、签署例行文件以及接受新任驻圣詹姆斯朝廷大使的全权国书。 但是根据法律，国务顾问不能代表君主授予军衔、头衔及贵族爵位等。:第6节第1款 同时依据制诰条款，他们还不能处理很多核心宪法职能，例如英联邦相关事务、解散英国国会（除非君主有明确指示）及任命英国首相。 一个相当罕见的例子是1974年2月7日，伊莉莎白王太后与玛格丽特公主以国务顾问身份根据英国女王伊丽莎白二世的明确指示而颁布了《解散国会布告》。
王室职能必须由国务顾问或由加盖国玺的制诰中所规定的数人共同行使，并且必须遵守制诰中规定的其他任何条件。:第6节 但是根据英国法律的一项推定，即国务顾问必须联合行动。因此至少必须由两名国务顾问才可以采取行动；如只有一名顾问或没有，则相应行动会受到法律挑战。
国务顾问必然包括英国君主的配偶以及拥有王位继承权的四名继承人，其中这四名继承人必须是居住在英国的成年英籍人士（年满21周岁或年满18周岁并身为君主法定继承人或推定继承人）且他们没有失去成为君主的资格。:第6节第2款:第3节第2款 在摄政期间，摄政王（和摄政王的配偶）之后的继承顺序中接下来的四位合格的人可以是国务顾问。:第6节第4款 君主还可以要求英国国会增加特定人员为其国务顾问。这是英国女王伊丽莎白二世于1953年和国王查尔斯三世于2022年完成的。

## 历史沿革
1911年，时任英国国王乔治五世在前往印度德里杜尔巴时依据王室特权任命了英国历史上第一批国务顾问；在他剩下的统治时间里，这批顾问的名单并未发生改变。起初，包括首相、大法官在内的英国高级政治家也会被列为国务顾问；但后来国家顾问就完全从英国王室成员中选择。《1937年摄政法令》将国务顾问的任命法制化，并且规定这一职务只能委托给高级王室成员。
自《1937年摄政法令》通过后，曾经担任过国务顾问却不是王后、王子或公主身份的人仅有第七代哈伍德伯爵乔治·拉塞尔斯、第二代康诺特和斯特拉森公爵阿莱斯泰尔·温莎（他曾于1914年至1917年获得过王子称号但并未在此阶段担任实际职务）和索瑟斯克伯爵夫人莫德郡主（她虽有权获得公主称号却从未申请）等三人。此前担任国务顾问的大法官、枢密院议长、首相与坎特伯雷大主教等人则是由乔治五世任命。
伊丽莎白王后在其丈夫乔治六世去世后失去了成为国务顾问的资格，但是《1953年摄政法令》中第3条恢复了她的资格。该条款是专门针对她的，而并不适用于其他英国的王太后；同时在伊莉莎白王太后于2002年去世后，该条款在实际上已经作废。
《每日电讯报》在2022年9月报道，查尔斯三世希望修改相关法律以确保国务顾问只能由为王室工作的王室成员来担任。这不仅将取消那些不履行官方职能的王室成员资格，同时也将为王室高级成员或英国王位继承中顺序靠后成员的配偶创造召回及履行职能的可能性。
2022年10月，第三代斯坦斯盖特子爵史蒂芬·本恩在英国上议院提出了有关威廉王子和哈里王子担任国务顾问的“适当性”疑虑。因为威廉王子“离开了公共生活”，而哈里王子则“离开了国家”。随后有报道称，这次提议的主要目的是扩大国务顾问的名单而不是将两位王子逐出名单；这样可以创造一个更为灵活的王室成员名单，以便在有需要时替代国王。 2022年11月24日，查尔斯三世正式向英国国会两院发出信息，正式要求修改法律，以便将安妮长公主和爱德华王子列入国务顾问名单。 次日，以此为目的的一项法案在英国国会被提出并于12月6日获得御准。12月7日，这项法案以《2022年国家顾问法令》的名字正式颁布实行。

## 现任顾问
截至2022年12月7日，下列人选有资格被查尔斯三世任命为国务顾问。
| 顾问 | 顾问                 | 获得资格日期  | 与君主关系      | 王位继承顺序 | 获得资格缘由       |
| ---- | -------------------- | ------------- | --------------- | ------------ | ------------------ |
|      | 卡米拉王后           | 2022年9月8日  | 配偶            | 不適用       | 因查尔斯三世继位   |
|      | 威尔士亲王威廉王子   | 2003年6月21日 | 儿子 法定继承人 | 第一顺位     | 年满21周岁         |
|      | 萨塞克斯公爵哈里王子 | 2005年9月15日 | 儿子            | 第五顺位     | 年满21周岁         |
|      | 约克公爵安德鲁王子   | 1981年2月19日 | 弟弟            | 第八顺位     | 年满21周岁         |
|      | 碧翠丝郡主           | 2022年9月8日  | 侄女            | 第九顺位     | 因查尔斯三世继位   |
|      | 爱丁堡公爵爱德华王子 | 2022年12月7日 | 弟弟            | 第十四顺位   | 2022年国务顾问法令 |
|      | 安妮长公主           | 2022年12月7日 | 妹妹            | 第十七顺位   | 2022年国务顾问法令 |

上表的七人中，哈里王子、安德鲁王子和碧翠丝郡主无法履行王室职责。如果哈里王子不再在英国拥有长期住所，那他将没有资格担任国务顾问。 安德鲁王子在法律上仍有资格继续担任国务顾问，不过他已经退出了大部分王室活动。并且由于他的性虐待丑闻，他遭致了大部分英国人民的强烈反对。 如果除卡米拉王后、爱德华王子和安妮长公主之外上述任何人没有资格或无法任职的话，那么下一个有资格补入国务顾问的人是尤金妮郡主。乔治王子则将在2034年7月22日的21周岁生日时自动成为国务顾问；如果他当时已经是英国王位的法定继承人，那这个时间将提前至他18周岁生日时。乔治王子所将取代的人是碧翠丝郡主。

## 曾任顾问
本章节列举了曾经有资格出任国务顾问的人员，其称号为当时所用称号。

### 伊丽莎白二世时期
| 姓名                    | 拥有资格时期                  | 与君主关系   | 拥有资格缘由                            | 丧失资格缘由               |
| ----------------------- | ----------------------------- | ------------ | --------------------------------------- | -------------------------- |
| 爱丁堡公爵              | 1952年2月6日—2021年8月9日     | 配偶         | 因伊丽莎白二世登基                      | 去世                       |
| 玛格丽特公主            | 1951年8月12日—1985年3月10日   | 妹妹         | 已拥有资格                              | 为爱德华王子取代           |
| 格洛斯特公爵亨利王子    | 1937年3月19日—1974年6月10日   | 叔父         | 已拥有资格                              | 去世                       |
| 玛丽长公主              | 1937年3月19日—1957年12月25日  | 姑母         | 已拥有资格                              | 为亚历山德拉郡主取代       |
| 哈伍德伯爵乔治·拉塞尔斯 | 1952年2月6日—1956年10月9日    | 表兄         | 因伊丽莎白二世登基                      | 为肯特公爵爱德华王子取代   |
| 伊莉莎白王太后          | 1953年11月19日—2002年3月30日  | 母亲         | 《1953年摄政法令》                      | 去世                       |
| 肯特公爵爱德华王子      | 1956年10月9日—1965年8月26日   | 堂弟         | 年满21周岁后取代哈伍德伯爵乔治·拉塞尔斯 | 为格洛斯特的理查德王子取代 |
| 亚历山德拉郡主          | 1957年12月25日—1962年12月18日 | 堂妹         | 年满21周岁后取代玛丽长公主              | 为格洛斯特的威廉王子取代   |
| 格洛斯特的威廉王子      | 1962年12月18日—1972年8月15日  | 堂弟         | 年满21周岁后取代亚历山德拉郡主          | 去世                       |
| 格洛斯特的理查德王子    | 1965年8月26日—1966年11月14日  | 堂弟         | 年满21周岁后取代肯特公爵爱德华王子      | 为威尔士亲王查尔斯取代     |
| 威尔士亲王查尔斯        | 1966年11月14日—2022年9月8日   | 儿子（王储） | 年满18周岁后取代格洛斯特的理查德王子    | 即位                       |
| 安妮公主                | 1971年8月15日—2003年6月21日   | 女儿         | 年满21周岁后取代格洛斯特的威廉王子      | 为威尔士的威廉王子取代     |
| 格洛斯特公爵理查德王子  | 1974年6月10日—1981年2月19日   | 堂弟         | 于格洛斯特公爵亨利王子去世后接替其职位  | 为安德鲁王子取代           |
| 安德鲁王子              | 1981年2月19日—2022年9月8日    | 儿子         | 年满21周岁后取代格洛斯特公爵理查德王子  | 继续担任                   |
| 爱德华王子              | 1985年3月10日—2005年9月15日   | 儿子         | 年满21周岁后取代玛格丽特公主            | 为威尔士的哈里王子取代     |
| 威尔士的威廉王子        | 2003年6月21日—2022年9月8日    | 孙子         | 年满21周岁后取代安妮长公主              | 继续担任                   |
| 威尔士的哈里王子        | 2005年9月15日—2022年9月18日   | 孙子         | 年满21周岁后取代威塞克斯伯爵爱德华王子  | 继续担任                   |

### 乔治六世时期
| 姓名                                | 拥有资格时期                 | 与君主关系         | 拥有资格缘由                                        | 丧失资格缘由                        |
| ----------------------------------- | ---------------------------- | ------------------ | --------------------------------------------------- | ----------------------------------- |
| 伊丽莎白王后                        | 1937年3月19日—1952年2月6日   | 配偶               | 《1937年摄政法令》                                  | 国王去世                            |
| 格洛斯特公爵亨利王子                | 1937年3月19日—1974年6月10日  | 弟弟               | 《1937年摄政法令》                                  | 继续担任                            |
| 肯特公爵乔治王子                    | 1937年3月19日—1942年8月25日  | 弟弟               | 《1937年摄政法令》                                  | 去世                                |
| 玛丽长公主                          | 1937年3月19日—1957年12月25日 | 妹妹               | 《1937年摄政法令》                                  | 继续担任                            |
| 法夫女公爵康诺亚瑟王妃              | 1937年3月19日—1944年4月21日  | 甥女               | 《1937年摄政法令》                                  | 为伊丽莎白公主取代                  |
| 康诺特和斯特拉森公爵阿莱斯泰尔·温莎 | 1942年8月25日—1943年4月26日  | 甥孙               | 于肯特公爵乔治王子死后接替其职位                    | 去世                                |
| 索瑟斯克伯爵夫人莫德·卡内基         | 1943年4月26日—1944年2月7日   | 甥女               | 于康诺特和斯特拉森公爵阿莱斯泰尔·温莎死后接替其职位 | 为第七代哈伍德伯爵乔治·拉塞尔斯取代 |
| 哈伍德伯爵乔治·拉塞尔斯             | 1944年2月7日—1951年8月21日   | 外甥               | 年满21周岁后取代索瑟斯克伯爵夫人莫德·卡内基         | 为玛格丽特公主取代                  |
| 伊丽莎白公主                        | 1944年4月21日—1952年2月6日   | 女儿（推定继承人） | 年满18周岁后取代法夫女公爵康诺亚瑟王妃              | 即位                                |
| 玛格丽特公主                        | 1951年8月12日—1985年3月10日  | 女儿               | 年满21周岁后取代哈伍德伯爵乔治·拉塞尔斯             | 继续担任                            |

### 脚注
1. ↑  1961年起成为斯诺登伯爵夫人
2. ↑  伊莉莎白王太后曾因丈夫去世而失去国务顾问资格，随后因《1953年摄政法令》而重获资格。
3. ↑  自1987年称“安妮长公主”。
4. ↑  1986年获“约克公爵”头衔。
5. ↑  1999年获“威塞克斯伯爵”头衔。
6. ↑  2011年获“剑桥公爵”头衔。
7. ↑  2018年获“萨塞克斯公爵”头衔。
8. ↑  实际上从未履职。
9. ↑  直至1947年前被称为“拉塞尔斯子爵”。

### 出典
1. 1 2 3 4 5 6  . 英国成文法数据库（英语：legislation.gov.uk）.   [2023-12-13]. （原始内容存档于2023-09-26）.
2. 1 2  . 英国王室.   [2023-12-13]. （原始内容存档于2017-04-22）.
3. ↑  . 伦敦宪报 (46205). 1974-02-08: 1851–1852  [2023-12-13]. （原始内容存档于2021-10-16）.
4. 1 2  Craig Prescott. . UK Constitutional Law Association. 2020-01-21  [2023-12-13]. （原始内容存档于2020-02-06）.
5. ↑  François Velde. . Heraldica.   [2023-12-13]. （原始内容存档于2001-04-27）.
6. ↑  Victoria Ward; Edward Malnick. . 每日电讯报. 2022-09-17  [2023-12-14]. （原始内容存档于2023-03-26）.
7. ↑  . BBC新闻. 2022-10-26  [2023-12-14]. （原始内容存档于2023-04-11）.
8. ↑  Sean Coughlan. . BBC新闻. 2022-11-16  [2023-12-14]. （原始内容存档于2023-09-21）.
9. ↑  . 英国成文法数据库（英语：legislation.gov.uk）.   [2023-12-14]. （原始内容存档于2023-07-29）.
10. ↑  Caroline Davies. . 卫报. 2022-02-16  [2023-12-13]. （原始内容存档于2023-03-26）.
11. ↑  Craig Meighan. . 国民报.   [2023-12-13]. （原始内容存档于2022-09-14）.